# Aspidistra cryptantha
Aspidistra cryptantha är en sparrisväxtart som beskrevs av Tillich. Aspidistra cryptantha ingår i släktet Aspidistra och familjen sparrisväxter. Inga underarter finns listade i Catalogue of Life.